# Sayausí
Sayausí es una parroquia rural del cantón Cuenca en la provincia del Azuay, es un oasis verde ubicado en el área sur de Ecuador. Esta área está cerca del Parque Nacional Cajas. Limita al norte con las parroquias de Molleturo, Chiquintad y la parroquia San Antonio de la provincia de Cañar; al sur con la parroquia San Joaquin y el área urbana de Cuenca; al este con la parroquia Sinincay, y al oeste con la parroquia Molleturo.
Sayausí contiene ríos, montañas, jardines, plantaciones y es conocida por ser un paraíso virgen. A su vez, tiene una importancia especial por estar en la cuenca alta del río Paute con áreas de vegetación y bosques protectores, lo que le confiere una belleza paisajística y una riqueza singular en flora y fauna.
Está compuesto por 13 barrios o comunidades, entre ellos: San Miguel, Buenos Aires, Bellavista, Centro Parroquial, Gulag, Marianza, La Libertad, San Vicente, Corazón de Jesús, Los Ramales, Llulluchas, San Martín y Santa María. Según el último censo realizado en el país en el año 2010, la parroquia Sayausí tiene un total de 8474 habitantes.
La palabra "Sayausí" viene del idioma cañari que tiene muchos significados. Según la tradición oral de los habitantes de la zona puede traducirse como: " sitio donde se visten elegantemente" o " lugar donde usan polleras".

## Historia
El territorio en el que actualmente se asienta la parroquia Sayausí fue de gran importancia en la época de ocupación cañari. En ella estaba establecida un Ayllu que servia de tambo para las relaciones comerciales que existían entre las regiones de la costa y sierra. Según los vestigios encontrados a lo largo del Qhapaq Nan (camino del inca), se afirma que este territorio fue uno de los primeros tambos.
Durante la época de la colonia, los españoles tuvieron gran interés por la riqueza de este territorio en metales preciosos como el oro y la plata. Debido a esto, el 10 de noviembre de 1659 deciden emprender la explotación minera en la zona  y empieza la exploración de la mina de San Francisco Solano, cuya sociedad estaba conformada por el gobernador Don Joseph de Andrade, caballero de la orden de Santiago; y el Alférez Francisco Ochoa de Berna, en ese entonces alcalde ordinario de la ciudad de Cuenca.
La parroquia Sayausí es reconocida como jurisdicción territorial desde mediados del siglo XIX, primero considerada como anejo de la parroquia de San Sebastián. Sin embargo, el 27 de mayo de 1878, una vez aprobada la Ley de división territorial, es reconocida por la Asamblea Nacional como parroquia del Cantón Cuenca. Posteriormente, en el mes de septiembre del año 1908, Sayausí es erigida por monseñor Manuel Pólit Lazo, décimo obispo de Cuenca, con el nombre de “San Pedro de Sayausí”.
En 1970 inicia la construcción de diversas obras en la parroquia con la llegada de los Padres Javerianos. Entre las más destacadas están: En 1971 la fundación de la Cooperativa Juventud Ecuatoriana Progresista; la fundación del primer colegio “Campesino Javeriano Sayausí”; en 1975 empieza la construcción de la carretera Cuenca-Molleturo-Naranjal; en 1979 se inaugura el primer Subcentro de Salud en la parroquia; y en 1987 se construye el edificio para el Seminario de los Javerianos. Estas obras  en la parroquia han ayudado de manera significativa a mejorar la calidad de vida de sus pobladores.

## Etimología
Sayausí es una palabra cañari que tiene muchos significados la tradición oral de los habitantes de la zona ha registrado que Sayausí es un " sitio donde se visten elegantemente". también, se sabe que el término tiene un significado de " lugar donde usan polleras".
El autor cuencano, Oswaldo Encalada, en su libro “Toponimias Azuayas”, señala que el término Sayausí es un nombre cañarí compuesto, en el que “Si” es amarillo. Se piensa que las denominaciones iniciales de la parroquia fueron “Sayawse”, “Camamamak” y “LLallaucu”, pero con el transcurso del tiempo estos términos sufrieron una deformación fonética convirtiéndose en “Sayausí”, “Mamamac” y”Llaviucu
Otro significado que se le atribuye al nombre de  Sayuasí  viene dado según el diccionario de la Real Academia Española. "Saya" es un sustantivo femenino que representa la ropa exterior o falda de las mujeres, así como "vestidura talar antigua", mientras que la palabra "uso" es un sustantivo masculino que viene del Latín y que significa una acción y efecto de usar. Esto indica que el hombre de Sayausí está imbricado en la forma de vestir y en su contexto semántico se habrá de afirmar que la palabra nació de la idea de "uso de la saya".

## Demografía

### Población

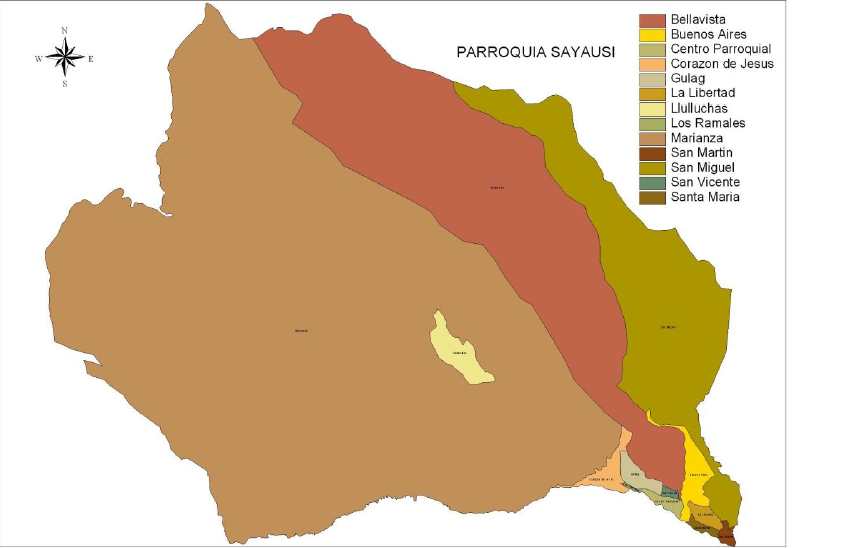
División Política de la parroquia Sayausí.

Según datos del Instituto Ecuatoriano de Estadísticas y Censos (INEC), la parroquia Sayausí tiene un total de 8474 habitantes. De ellos, existe un total de 4083 hombres y 4391 mujeres (hasta el año 2010), siendo así la séptima parroquia del Cantón Cuenca por el número de sus habitantes. Cabe destacar la gran importancia que ha tenido la migración de personas de la parroquia hacia otros países.  En estudio realizado por el Consejo de Salud de Cuenca a 1388 hogares de la parroquia, el 8.29% de los hogares encuestados tiene por lo menos un miembro hombre que migró fuera del país, y un 3.82% un miembro mujer que migró hacia el exterior.

### Población por barrio
| Barrio            | Número de habitantes |
| ----------------- | -------------------- |
| Marianza          | 241                  |
| Gulag             | 393                  |
| Ramales           | 171                  |
| San Vicente       | 226                  |
| Centro Parroquial | 578                  |
| Corazón de Jesús  | 228                  |
| San Miguel        | 1874                 |
| San Martin        | 646                  |
| Bellavista        | 606                  |
| Buenos Aires      | 683                  |
| La Libertad       | 500                  |
| Santa María       | 2216                 |
| Llulluchas        | 112                  |
| Total             | 10352                |

## Clima
La parroquia Sayausí se encuentra en dos pisos climáticos:
- Piso Climático Frío Andino que va desde los 3.200 hasta los 4.700 m s. n. m., y cuya temperatura varía entre 1 y 10.oC. Se caracteriza por fuertes aguaceros, neblinas espesas y lloviznas constantes.
- Piso Templado Interandino que va desde los 2500 hasta los 3200 m s.n.m., y cuya temperatura varía entre los 10 a 15.oC. Se caracteriza por épocas lluviosas con vientos frecuentes y épocas secas con vientos fuertes, y aire seco y cálido.

### Temperatura
La temperatura media anual en las zonas más altas y frías de la parroquia varía desde 4 a 6.oC, en zonas que se alcanzan hasta los 4.300 m s. n. m. En las zonas más bajas, la temperatura media anual varía desde los 12 a 14.oC, en zonas con una altitud desde los 2.600 m s. n. m.

### Precipitación
La pluviosidad media anual en la parroquia varía desde los 950 mm en la parte baja que limita con las parroquias de San Joaquín y Molleturo, hasta los 1.350 mm en las zonas más altas. En la mayoría del territorio el promedio de precipitaciones anuales oscila entre los 1050 a 1250 mm. Debido a su alta pluviosidad, la parroquia Sayausí mantiene su carácter de fuente de abastecimiento de agua para la ciudad de Cuenca.

### Agua
La parroquia está conformada por cuatro subcuencas. Tres de ellas pertenecen a la cuenca del Paute, es decir subcuencas del río Tomebamba, del río Yanuncay, y del río Machángara; y una de ellas perteneciente a la cuenca del Cañar.
El principal eje fluvial de la parroquia es el Rio Tomebamba que se forma a partir de las lagunas del Parque Nacional El Cajas. El río Culebrillas, a su vez, dota de agua potable a algunas comunidades de la parroquia. También existen dos quebradas que dotan de servicio a usuarios de las comunidades de San Miguel, Libertad y Buenos Aires de la Parroquia Sayausi, a través de un sistema de agua de uso múltiple de las cascadas de Cabogana.

## Economía

### Agricultura y ganadería
Sayausí tiene como actividad económica principal  la agricultura, principalmente  al cultivo del maíz y el fréjol en la mayor parte de la zona. Los cultivos se realizan una vez por año, generalmente utilizando el arado (yunta de bueyes). En la actualidad los productos cultivados en el sector son destinados para el consumo dentro de la parroquia y en ciertas ocasiones también son destinados  para el consumo del mercado local. También se cultiva una gran variedad de hortalizas en las llamadas “huertas familiares”.
La ganadería en esta parroquia tiene un mayor grado de desarrollo con respecto a la agricultura, aunque se necesita de un mayor capital para poder adquirir cabezas de ganado. Las extensiones de terreno dedicadas a la ganadería se extienden hacia el sector del Cajas, siendo sus propietarios principalmente familias  de la ciudad de Cuenca. El ganado vacuno es el predominante, especialmente para la producción de leche, la misma que es distribuida por pequeños comerciantes tanto en la parroquia como en las parroquias vecinas. En menor cantidad se puede observar el ganado ovino, porcino y caballar.
En lo referente a la avicultura, esta es la actividad que últimamente ha comenzado a desarrollarse en el sector de Buenos Aires y Santa María. A estas aves que se les cría exclusivamente para la venta y distribución en los mercados locales de la Ciudad. El desarrollo de esta actividad es muy importante debido a que genera plazas de trabajo especialmente para las mujeres que son las que se encargan de faenar las aves. En los últimos años en el sector del Cajas, se viene desarrollando la  “Pesca deportiva”, esta actividad lo realizan gran cantidad de pobladores a lo largo de la Vía Cuenca – Molleturo. Debido a esto, la actividad de cría de trucha ha tomado importancia en la zona.

### Otras actividades económicas
En este sector se ha desarrollado pequeñas microempresas que se dedican a la producción de alimentos pre-cocidos que son distribuidos a  restaurantes y pollerías de la ciudad, así como a las tiendas mayoristas. También existen fábricas de elaboración de pantalones jean que son distribuidos al mercado local, así como también fuera de la provincia. Con estas actividades se han creado varias fuentes de trabajo para muchas familias del sector  Santa María especialmente, lo que les ha permitido mejorar sus  ingresos familiares y  la calidad de vida. Estas actividades son factores que han influido en el descenso de la actividad agrícola en la parroquia.
Una actividad muy importante dentro de la parroquia, es el comercio. Existen almacenes  de electrodomésticos, muebles, papelerías, tiendas de abarrotes y bazares. También están las actividades del transporte que realizan la movilización de la población dentro y fuera del sector. Además existen a consultorios médicos, dentistas, laboratorios clínicos, oficinas de abogados, entre otras actividades.

### Población Económicamente Activa
De acuerdo con el último censo realizado en el año 2010, la población económicamente activa es de un total 2675 personas, 37% artesanos, agricultores o trabajadores por cuenta propia; 17% transportistas y empleados; otro porcentaje son obreros, pequeños comerciantes y pequeña industria. En porcentaje menor; educadores, empleados, profesionales, técnicos, y comerciantes.

## Cultura

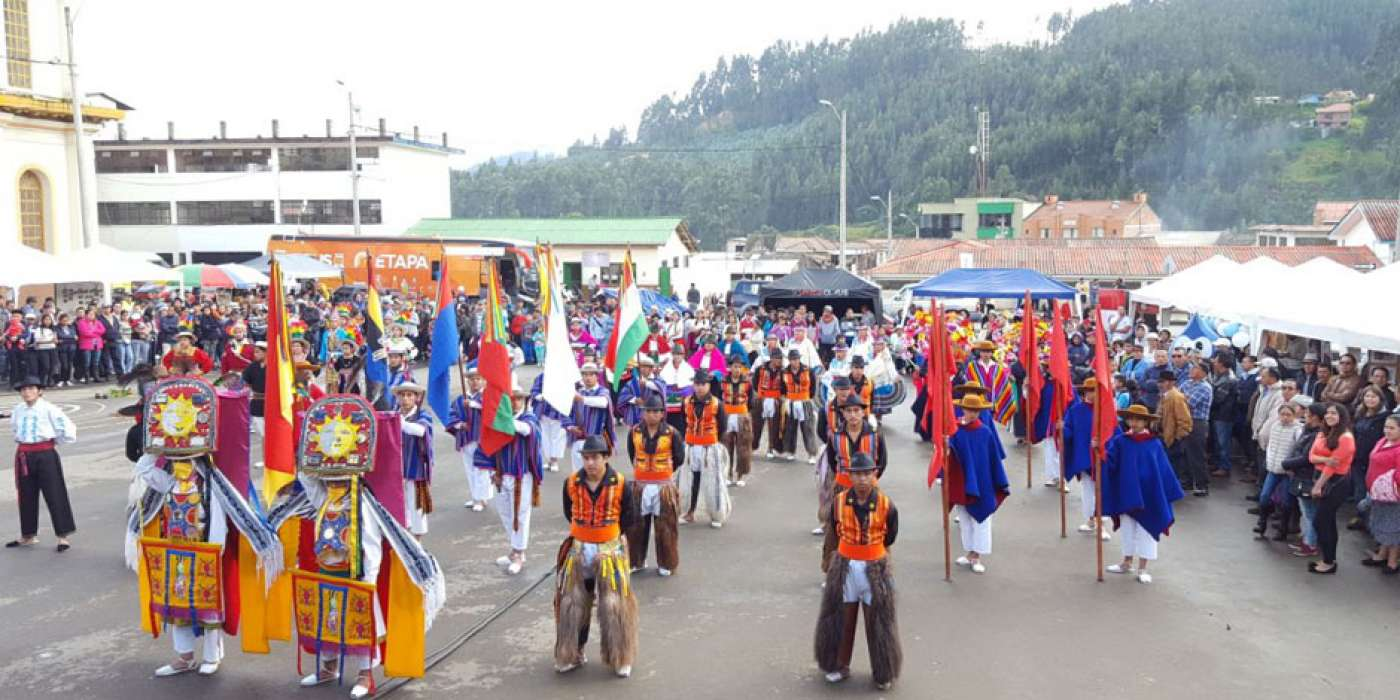
Celebración Tradicional en la parroquia Sayausí

### Fiestas tradicionales
En la parroquia Sayausí, la mayor parte de las festividades tradicionales que se celebran son de origen religioso, esto debido en gran parte a que la mayoría de su población practica la religión católica. Desde sus inicios como Parroquia Eclesiástica, los sacerdotes han sido los principales promotores de las festividades, especialmente las que se llevan a cabo en honor a sus santos patronos. 
Entre sus festividades más destacadas, que se han conservado a lo largo del tiempo están:
- La fiesta de San Pedro, patrono de la parroquia, celebrada el 29 de junio.
- Celebración en honor a San Miguel, celebrada el 29 de septiembre.
- Procesión por los barrios de Sayausí en el Jubileo de las Cuarenta Horas.
- Semana Santa
- El Pase del Niño
- Carnaval
- Aniversario de Parroquialización, celebrado el 27 de mayo.

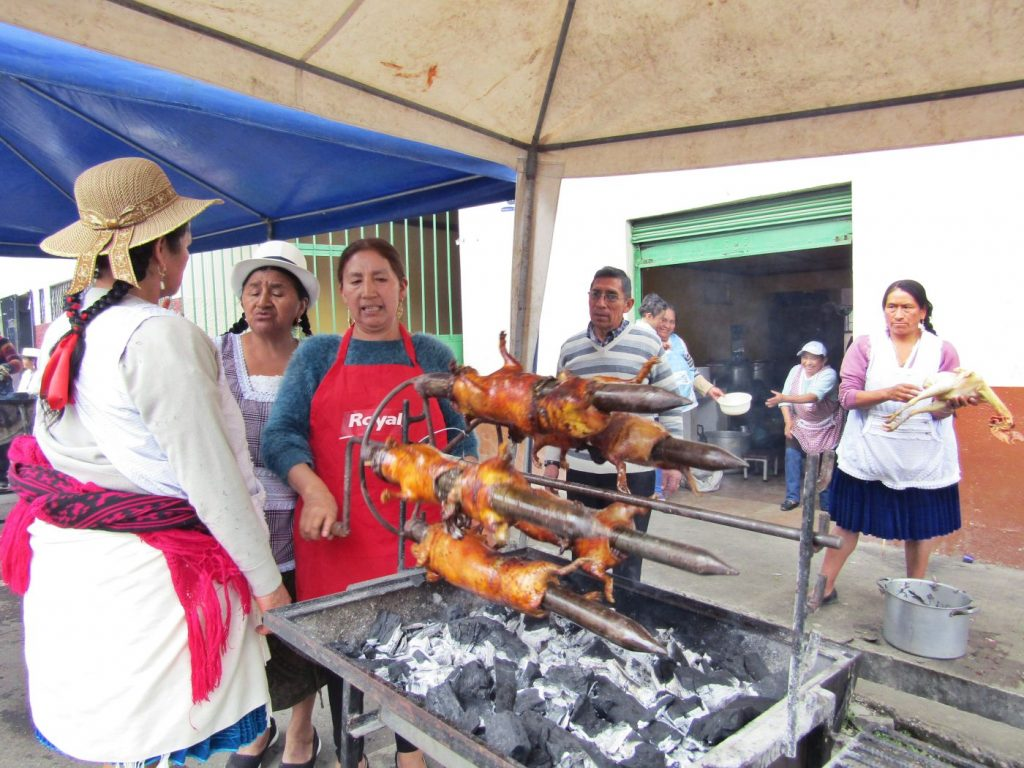
Plato típico de la parroquia Sayausí: Cuy Asado

Durante estas celebraciones se dan manifestaciones culturales como la presentación de trajes típicos, danzas folclóricas, grupos musicales tradicionales, fuegos artificiales, castillos, vaca loca, curiquingas, entre otros. Sin embargo, al ser en su mayoría festividades religiosas, la misa y la procesión son el punto central, normalmente con la participación mayoritaria de la comunidad.

### Gastronomía
En la parroquia Sayausí, así como en el resto de la región un alimento tradicional es el maíz. También se encuentra en la base de todas las comidas los granos como las habas, porotos, arvejas, lentejas, entre otros. En este lugar podemos encontrar varios platos típicos como: el maíz cocido o mote, mote sucio, mote pillo, Mote Pata (plato típico de carnaval), Cuy Asado con Papas y el Caldo de Gallina. Para acompañar estos platos se ofrecen bebidas típicas como el Morocho (bebida a base del maíz), El Draque (licor de caña de azúcar con agua caliente hecha a base de plantas medicinales, la Chicha de Jora, y Pulcha Perra (bebida preparada a base de una fruta de la zona, el capulí).

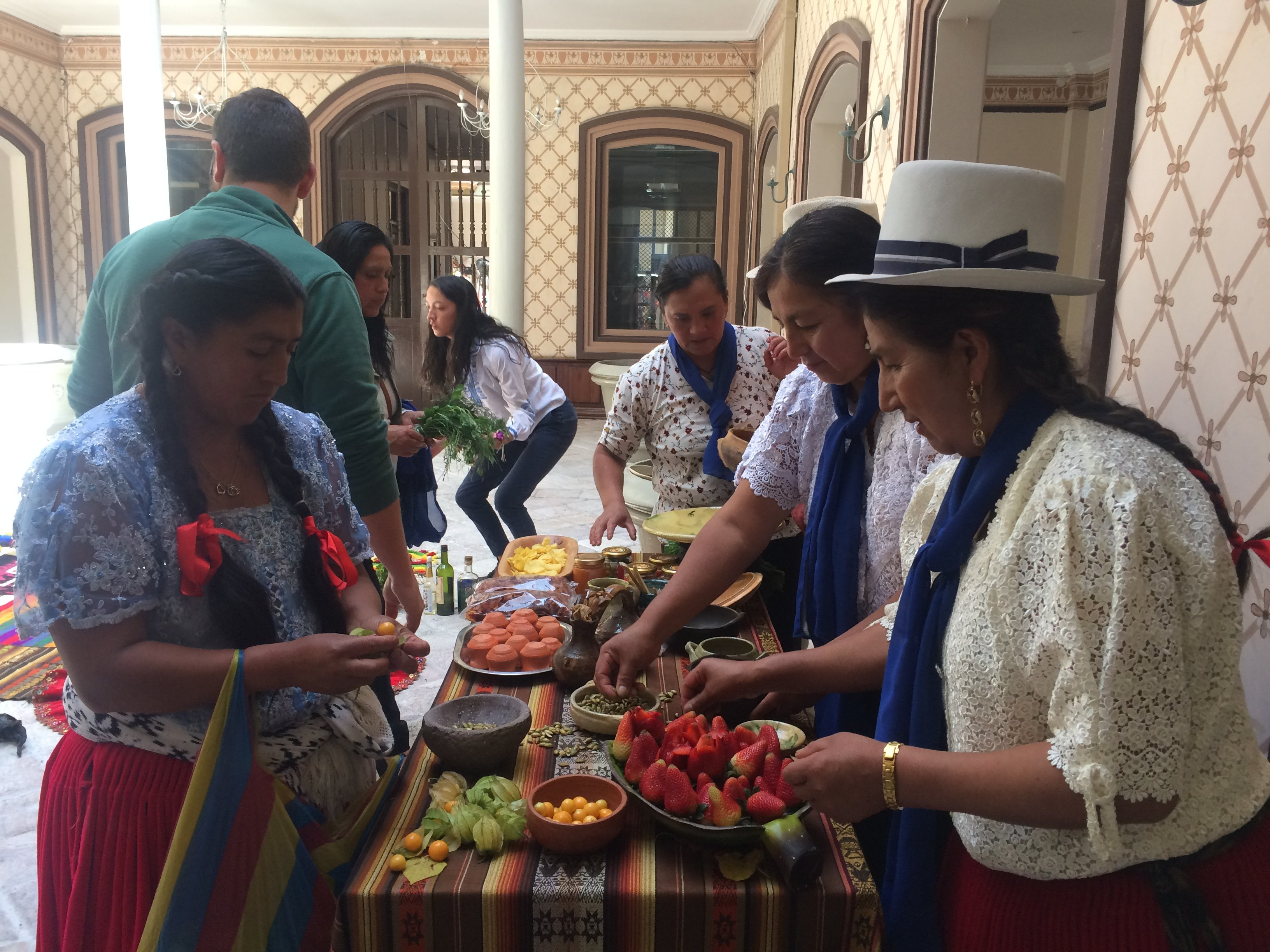
Vestimenta Tradicional de las mujeres en Sayausí

### Vestimenta
El nombre de la parroquia se debe a la vestimenta de las mujeres o “cholas”, que son las mujeres mestizas que reciben este nombre debido a influencia española. Ellas utilizan polleras o también llamadas localmente como sayas, que son faldas generalmente bajas y coloridas, con decoraciones bordadas como flores de colores vivos, o mujeres y hombres dados de la mano. Las blusas son generalmente de seda bordadas y adornadas a mano. Para ocasiones especiales utilizan un Pañolón, especie de Chal sobre los hombros, en espacial para ir a misa, fiestas, entre otras celebraciones. El sombrero de paja toquilla también es un elemento muy importante en la vestimenta típica, además de ser tradicionalmente tejido en la parroquia hasta la actualidad.

## Turismo

### Parque Nacional Cajas

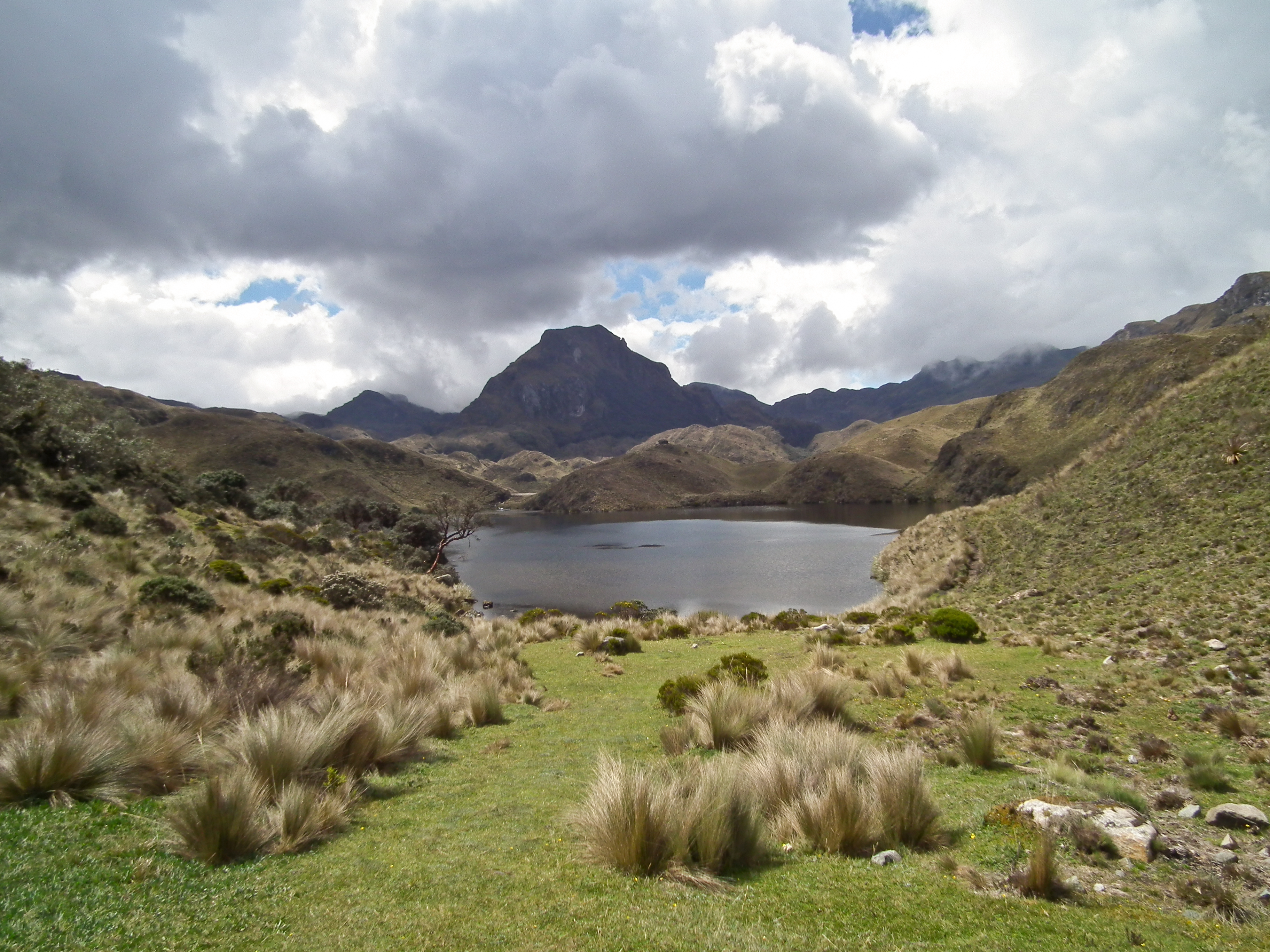
Parque Nacional El Cajas

La parroquia Sayausí está rodeada por un entorno natural de cordilleras y cerros como el Curiquingue, Minas, Chocar Piricajas, Filo Travesadera, entre otros que se encuentran al nivel de la Cordillera del Cajas. Esto ha hecho que en la zona se desarrollen de gran manera las actividades turísticas como caminatas, camping, recorridos por las lagunas, visita de árboles de papel (Polylepis), ríos y riachuelos que se encuentran en el bosque característico de las montañas del páramo. Esta zona fue establecida como “Área Recreacional Cajas” el 6 de junio de 1997, que posteriormente debido a su importancia, llegó a elevarse a la categoría de Parque Nacional Cajas, como se lo conoce actualmente.

### Cascadas del Cabogana

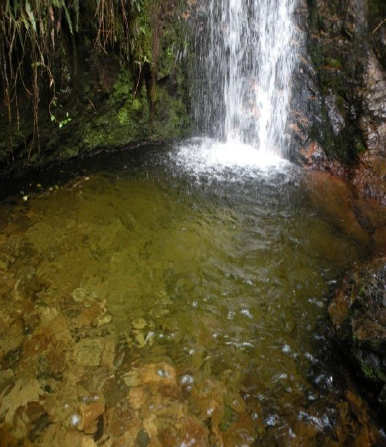
Cascadas del Cabogana

Ubicadas a casi 3000 metros de altura, las Cascadas del Cabogana se encuentran ubicadas en el cerro que lleva el mismo nombre. Son una serie de caídas de agua formadas por glaciales que han ido erosionando el suelo hasta formar depresiones. Se encuentran rodeadas por un bosque primario de aguacatillo. La presencia de este bosque impide la erosión del suelo por las constantes lluvias en la zona. En este lugar también se puede observar aves de diferentes especies como los colibríes, tangaras, pava andina, Guacamayos, loros, golondrinas, entre otras.

### Ruta de Agroturismo
La “Ruta de Agroturismo” en un proyecto de turismo comunitario impulsado por 20 agricultores, artesanos y emprendedores gastronómicos de la parroquia Sayausí. Este proyecto empezó en el año 2016 con12 familias de la parroquia que fueron capacitadas por la Fundación Municipal de Turismo, Ministerio de Turismo y la Empresa Municipal de Desarrollo Económico.
El 28 de noviembre de 2018 fue lanzada oficialmente la nueva ruta de turismo rural de la parroquia Sayausí por La Alcaldía de Cuenca, a través de su Empresa Municipal de Desarrollo Económico – EDEC EP y la Fundación Municipal “Turismo para Cuenca”.
Este proyecto consta de las rutas denominadas Saya Natural, Sabores de mi Saya, De los Arrieros y Minas de Sayausí. Son actividades vinculadas con la agricultura, caminatas por bosques, música, juegos tradicionales y degustación de comida típica.

#### Ruta 1: "Sabores de mi Saya"
Esta ruta tiene el objetivo de ofrecer una experiencia única a los visitantes sobre el trabajo diario de las personas de la zona rural. Comprende actividades que se realizan en los huertos, como son: la cosecha, el deshierbe, la recolección, la siembra, etc. Se puede visitar huertos manejados por la gente del lugar. Además, el visitante puede vivir la experiencia de cocinar los productos cosechados en los huertos y finalmente, degustarlos acompañados con té de hierbas.  Esta ruta incluye actividades como una ceremonia tradicional en el centro de Sayausí, visita de chacras y huertos, recolección de productos agroecológicos, Visita a criadero de cuyes, visita a casas patrimoniales, elaboración de alimentos con los productos cosechados, y un pícnic al final del recorrido.

#### Ruta 2: "Saya Natural"
Esta ruta busca combinar el patrimonio cultural y agroecológico con la esencia natural del lugar, a través de actividades de senderismo por el bosque nativo, laderas propiedades ganaderas, ríos, hasta llegar a la cascada o puente de Carcabón. Esta ruta incluye actividades como una ceremonia tradicional, caminata hacia las cascadas, observación de flora y fauna de la localidad, pesca, baño en las cascadas, visita a huertos, almuerzo con productos agroecológicos, café de despedida en Casa Mirador.

#### Ruta 3: "Ruta de los Arrieros"
Esta ruta tiene el objetivo de dar a conocer, a través de leyendas y misteriosos relatos, el sinfín de historias que giran alrededor del contrabando de licor en la parroquia, en tiempos en los que la provincia del Azuay producía más del 80% de alcohol de todo el país. En esta ruta se realiza senderismo a través de bosques y chaquiñanes hasta llegar el Cerro de Minas, en donde se puede admirar el extraordinario paisaje con una vista panorámica de la ciudad de Cuenca. Esta ruta incluye una ceremonia tradicional, caminata hacia Minas, observación de flora y fauna de la localidad, pesca, visita a huertos y criaderos de cuyes, y café de despedida en Casa Mirador.

#### Ruta 4: "Minas de Sayausí"
Esta ruta tiene el objetivo de dar a conocer mediante visitas guiadas por miembros de la comunidad, las minas que existen en la parroquia, que son consideradas un lugar de gran interés histórico, natural y paisajístico de la zona.